# Cyrtodesmus crassisetis
Cyrtodesmus crassisetis är en mångfotingart som först beskrevs av Henri W. Brölemann 1898.  Cyrtodesmus crassisetis ingår i släktet Cyrtodesmus och familjen Cyrtodesmidae. Inga underarter finns listade i Catalogue of Life.